# Голіняса
Голіняса (рум. Golineasa) — село у повіті Мехедінць в Румунії. Входить до складу комуни Думбрава.
Село розташоване на відстані 234 км на захід від Бухареста, 40 км на схід від Дробета-Турну-Северина, 57 км на північний захід від Крайови.

## Населення
За даними перепису населення 2002 року у селі проживали 38 осіб, усі — румуни. Усі жителі села рідною мовою назвали румунську.